# 和泉時計店台北支店

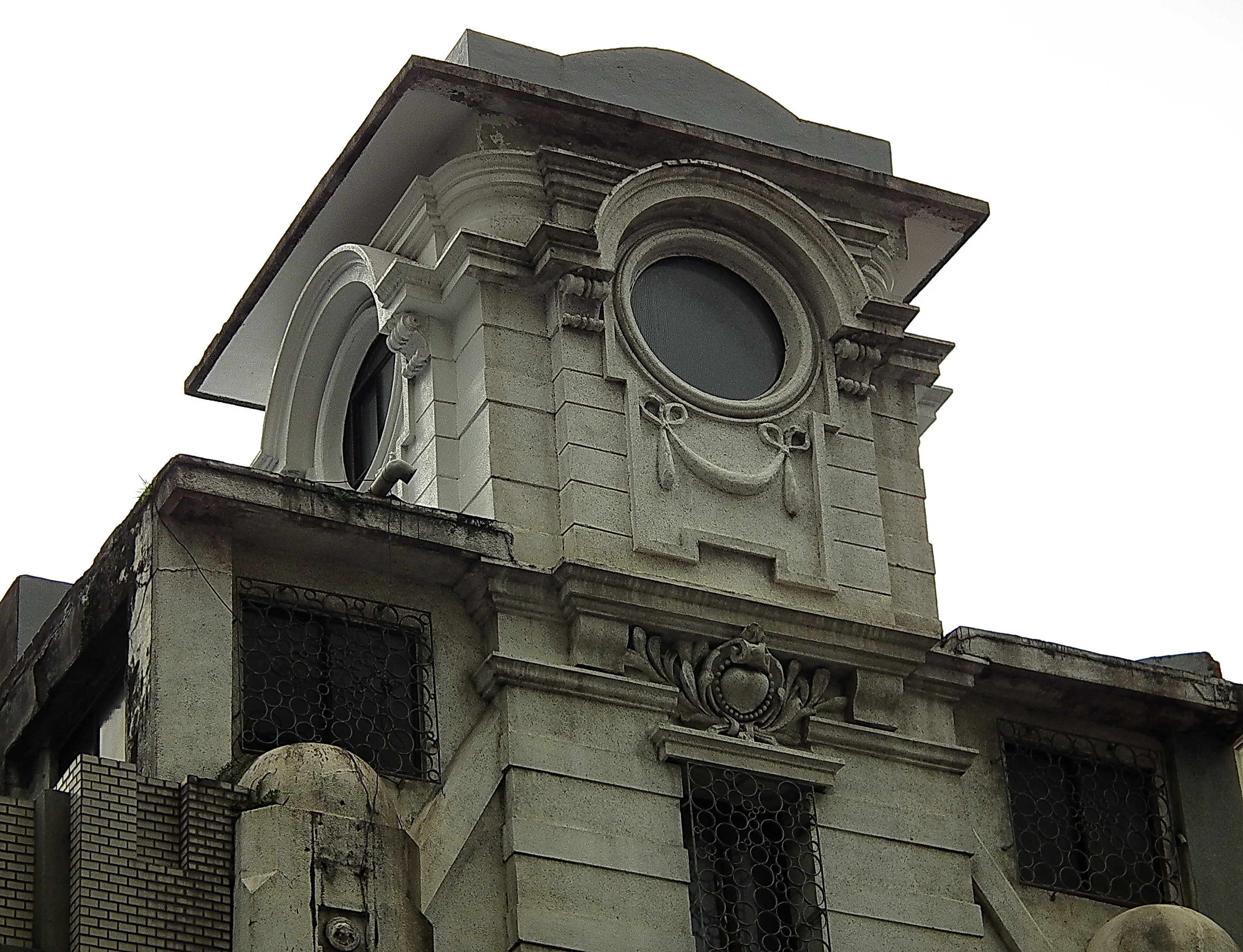
鐘塔

和泉時計店台北支店是位在台灣台北市中正區的洋式建築，坐落於衡陽路（原榮町），在日治時代興建。2006年指定為台北市歷史建築；2023年8月連同週邊3棟店屋所有人支持，經臺北文資審議會通過升為市定古蹟。

## 概要
建物創建年代約1912～1920年之間，位在有「台北銀座」之稱的榮町，是「和泉時計店」的商店建築。根據昭和6年（1931年）的『大日本實業商工錄』，「和泉時計店」的本店位在神戶，明治30年（1897年）創業，是販賣鐘錶、眼鏡、貴金屬、裝飾品等之商店，在台南也設有支店。建物上方有鐘塔，戰前有大鐘，類似東京銀座的和光。戰後，建物仍為店舖使用，目前作為全祥茶莊的總部。2006年指定為歷史建築。
順帶一提，東京銀座的「服部時計店」（現和光之前身）之建物亦有鐘塔，現在是銀座的地標。

## 關連項目
- 衡陽路54、56、58、60號店屋
- 市區改正

## 外部連結
- 臺北名所榮町──畫家鄉原古統筆下的日本時代繁榮街景 （页面存档备份，存于）